# Gods and Monsters (film)
Gods and Monsters er en britisk-amerikansk biografisk dramafilm fra 1998, instrueret og skrevet af Bill Condon, baseret på Father of Frankenstein af Christopher Bram. Den bygger, dog noget fiktionaliseret, på de sidste dage af James Whales liv.
Filmen modtog en Oscar for bedste filmatisering og blev nomineret til en Golden Globe for bedste film. Ian McKellen og Lynn Redgrave blev nomineret til en Oscar i henholdsvis kategorien bedste mandlige hovedrolle og bedste kvindelige birolle. Derudover blev McKellen nomineret til en Golden Globe for bedste skuespiller og Redgrave modtog en Golden Globe for bedste kvindelige birolle.

## Medvirkende
- Ian McKellen som James Whale
- Brandon Kleyla som unge James
- Kent George som den 25-årige James
- Brendan Fraser som Clayton Boone
- Lynn Redgrave som Hanna
- Lolita Davidovich som Betty
- Jack Plotnick som Edmund Kay
- Matt McKenzie som Colin Clive
- David Dukes som David Lewis
- Rosalind Ayres som Elsa Lanchester
- Jack Betts som Boris Karloff
- Martin Ferrero som George Cukor
- Marlon Braccia som Elizabeth Taylor
- Amir Aboulela som Monsteret
- Cornelia Hayes O'Herlihy som Prinsesse Margaret
- Jesse James som Michael Boone
- Arthur Dignam som Ernest Thesiger (ukrediteret)